# عرين أمومة

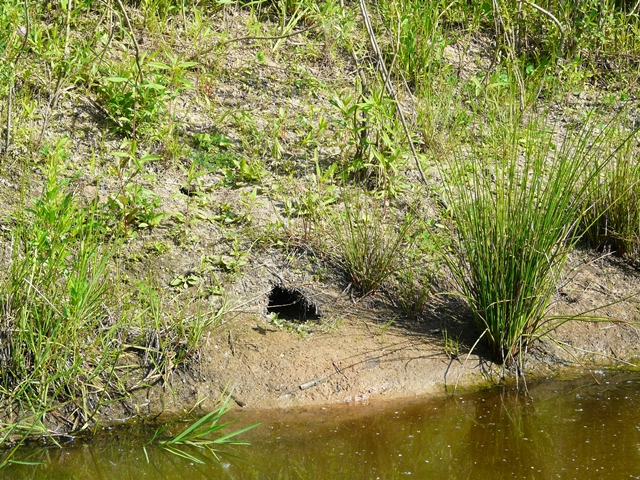
عرين لحيوان غير معروف.

عرين الأمومة (بالإنجليزية: Maternity Den)‏ في مملكة الحيوان هو وكر تلد به الأم وترعي صغارها في مرحلة معرضة من دورة حيواتهم. بينما تكون هذه العرائن تحت أرضية تقليديًا، ممكن أيضًا أن تكون كهوف ثلجية أو تحت الصخور. عادًة يكون هناك مدخل، وأحيانًا رواق خروج، بالإضافة إلي غرفة رئيسية.

## أمثلة

### الدب القطبي
يصنع الدب القطبي عرين أمومة في أيًا من جوف الأرض أو في كهف ثلجي. علي سهل ميناء هدسون في مانيتوبا، كندا،تقع الكثير من هذه العرائن تحت الأرضية في منتزه وابسك الوطني، حيث تهاجر منها الدببة إلي ميناء هدسون عندما يتشكل الجليد الغطائي. عرين الأمومة هو ملجأ الدب لمعظم الشتاء.

### الكلاب البرية
يمكن لأفراد القطيع أن يحموا عرين الأمومة الخاص بالأنثي الألفا; كما هو في حالة الكلب البري الإفريقي.

### الضبع الإثراء
تستخدم الضبعة الإثراء عرين الأمومة لتغذية وحماية أشبالها. تقع هذه الأوكار بالمناطق الساحلية أو الداخلية، مع كون أغلبيتها جحور بمداخل ضيقة. تجمع الضبعة الإثراء أيضًا الغظام وتخزنها داخل أو حول مداخل هذه العرائن.

### الثعلب الأحمر
تصنع الثعالب الحمراء أيضًا عرائن أمومة. بعد التزاوج، تصنع الثعالب عرائن أمومة لتربية نسلها.غالبًا ما يعثر الأب والأم علي جحر فأر جبلي قديم ويقومان بتوسيعه. أحيانًا، ستؤدي حطبة مجوفة، كومة صخور، كهف، أو شجيرة كثيفة دور عرين. يتم اختيار العرين عادًة بأماكن تحتوي علي أراضي مرتفعة كي يري الثعلب كامل محيطه. يكون وسع المدخل تقديريًا ثلاثة أقدام (حوالي متر)، ويكون هناك مخرج أو مخرجي هروب. يبطن العرين بأعشاب وأوراق شجر جافة.